# Glass Rose
Glass Rose (japonés: 玻璃 ノ 薔薇 Hepburn: Garasu no Bara). Es una videojuego perteneciente al género de aventura, disparos y terror psicológico desarrollado por la empresa Cing de Capcom Production Studio 3, y publicado por Capcom exclusivamente para la consola PlayStation 2, Fue lanzado en Japón el 6 de noviembre del año 2003 y más tarde en Europa, el 26 de marzo de 2004. 

## Argumento
La historia de Glass Rose se lleva a cabo principalmente a cabo en una mansión japonesa a distancia en 1929. El jugador asume el papel de un periodista aficionado llamado Takashi Kagetani. Mientras exploran una mansión abandonada con su amigo Emi en el año 2003, se queda inconsciente por una fuerza sobrenatural y se despierta en setenta años el pasado, cuando la mansión ha sido restaurado a su antigua gloria. Con el fin de volver a su propio tiempo, Takashi se ve obligado a explorar la mansión e interactuar con sus habitantes, la familia Yoshinodou. 
Takashi también considera que el túnel del tiempo le ha dejado con la capacidad de vislumbrar brevemente en la mente de una persona mientras conversa con ellos. Mediante el empleo de esta capacidad, se puede investigar en una serie de asesinatos en el hogar Yoshinodou. 

## Jugabilidad
El juego utiliza principalmente un formato de puntería y selección. Los jugadores no controlan los movimientos de Takashi directamente, en su lugar de utilizan un cursor para seleccionar los puntos de interés en el entorno del juego. Este esquema de control también se utiliza en algunas escenas que son similares a los eventos de tiempo rápidas. 
Una gran parte del juego consiste en hablar con otros personajes en el hogar Yoshinodou. Mientras esté realizando una conversación, el jugador puede utilizar el cursor para resaltar las palabras en el texto en pantalla, que permite Takashi continuar la investigación sobre determinados temas de discusión. 

## Personajes
- Takashi Kagetani - El personaje principal del juego. Se dice que tiene un parecido con el hijo perdido hace mucho tiempo de Denemon Yoshinodou. Esta observación conduce posteriormente a que él fuese acusado de los asesinatos. Masahiro Matsuoka de la banda Tokio prestó su parecido con el personaje, así como la captura de movimiento y actuación de voz.[2] Él es la voz de Eric Kelso en la versión Inglés.

- Emi Katagiri Amiga de Takashi y nieta de Koutaro. Después de que Takashi es enviado atrás en el tiempo, Emi le aparece como una aparición fantasmal, y pierden el contacto directo entre sí. Ella es la voz de Lisle Wilkerson en la versión Inglés.

- Koutaro Katagiri - el abuelo de Emi y un ex detective. Fue llamado a la mansión Yoshinodou por su jefe, Ryouji Ihara, con el fin de localizar a Kazuya Nanase por el asesinato de la esposa de Ihara. Él es la voz de Peter Gomm en la versión Inglés.

### Yoshinodou Familia
- Denemon Yoshinodou - El jefe de la familia Yoshinodou. Él es la primera víctima de asesinato en lo que se conoce como los "asesinatos en New World Cinema" en 1929.

- Hisako Yoshinodou - La primera esposa de Denemon y actriz. Ella dio a luz a tres hijos: su hijo, Hideo, y gemelos Takako y Kazuya.

- Yurie Yoshinodou - La segunda esposa de Denemon, ella dio a luz a 2 niños: Kanae y Marie. Se dice a través del juego que ella era la esposa más amada de Denemon, pero en realidad, ella era una mujer amargada que conspiraron para matarlo. Se suicidó de paranoia que Denemon mataría un día.

- Ayako Yoshinodou - La tercera esposa de Denemon. Se casó Denemon con el fin de usar su dinero para pagar las deudas de su familia, y ella se dice que es poco fiable por sus hijastros. Ayako quería escapar de la vida en la mansión Yoshinodou pero murió antes de que pudiera hacerlo.

- Hideo Yoshinodou - El hijo mayor y actual jefe de la familia Yoshinodou. Él es el esposo de Youko Yoshinodou y tiene un hijo llamado Taki Matsubashi. Fue la segunda víctima de los asesinatos.

- Takako Yoshinodou - La chica segunda mayor en la familia y la hermana gemela de Kazuya, aunque sin su conocimiento. Siguiendo los pasos de su madre, ella también se convirtió en una actriz, y su prometido, Kiyohiko Yoshikawa, estaba ayudando a su carrera como director. Más tarde es asesinado, y su cuerpo es encontrado por Takashi.

- Kazuya Nanase - hijo perdido de Denemon. Mientras todavía es amado por su padre separado, Kazuya es un hombre vengativo que orquesta los asesinatos.

- Matsunosuke Shimada - Un jardinero que trabaja para la familia Yoshinodou. Está involucrado en la conspiración de Yurie asesinar Denemon.

## Recepción
Glass Rose recibió críticas mixtas.